# Karl Rothmund
Karl Rothmund (* 31. August 1943 in Langreder bei Barsinghausen) ist ein deutscher Kommunalpolitiker, ehemaliger Fußball-Sportfunktionär und Bürgermeister der Stadt Barsinghausen.

## Leben
Als Karl Rothmund 17 Monate alt war, starb sein Vater im Zweiten Weltkrieg. Seine Mutter heiratete erneut; er bekam einen Stiefbruder. Zu Rothmunds prägenden Kindheitserfahrungen zählte unter anderem das Fußballspiel am 15. September 1956 im Niedersachsenstadion von Hannover mit der 1:2-Heimniederlage der deutschen Nationalmannschaft gegen die Sowjetunion.
Nach dem Realschulabschluss begann Karl Rothmund zum 1. April 1960 eine Lehre zum Industriekaufmann bei der Hanomag. Anschließend durchlief er eine Weiterbildung zum Betriebswirt und Wirtschaftsdolmetscher in Englisch, bevor er Geschäftsführer des Großhandelsbetriebes Hannoverscher Röhrenhandel wurde.
1972 trat Rothmund der CDU bei und begann sich in Langreder in der Kommunalpolitik zu engagieren. Zugleich mit der Bildung der neuen Stadt Barsinghausen mit ihren 18 Ortsteilen wurde er für mehr als zwei Jahrzehnte Mitglied des Rates der Stadt. 1976 übernahm er den Vorsitz im Feuerwehrausschuss des Barsinghäuser Rates. Nach seiner Wahl zum Bürgermeister, ein Amt, das er sechs Jahre bekleidete, absolvierte er als Verwaltungschef des Ortes den Grundlehrgang zur Feuerwehr und sorgte für die Aufstellung der historischen Feuerwehrspritze im Eingangsbereich des Rathauses I.
1982 wurde Rothmund in den Kreistag Hannover gewählt, wo er als Stellvertreter von Georg Beier den Vize-Vorsitz der CDU-Kreistagsfraktion übernahm. Ebenfalls ab 1982 und bis 2001 war er Mitglied der Verbandsversammlung des Zweckverbandes Großraum Hannover. Zudem engagierte er sich als Mitglied im Verwaltungsrat der Stadtsparkasse Barsinghausen, als Mitglied im Verwaltungsrat der Kreissiedlungsgesellschaft, als Mitglied im Beirat des Technologiezentrums Hannover sowie als Mitglied im Aufsichtsrat der Üstra Hannoversche Verkehrsbetriebe. Darüber hinaus war er viele Jahre Vorsitzender der CDU Barsinghausen. Von 1986 bis 1994 war er ehrenamtlicher Finanzrichter.
1989 schlug Rothmund die ihm angebotene Position als Finanzvorstand einer Maschinenbaufirma mit rund 2500 Arbeitnehmern aus, um 1990 das finanziell schwächere Angebot der Verwaltungsleitung des Niedersächsischen Fußballverbands (NFV) zu übernehmen. An diese Aufgabe war auch die Geschäftsführung des Sporthotels des NFV gekoppelt. Nachdem ihm der damalige NFV-Präsident Engelbert Nelle „in wirtschaftlichen Aktivitäten freie Hand“ zugesichert hatte, übernahm Rothmund am 1. Juli 1990 diese Aufgabe. Nachfolgend aktivierte er sein in der Wirtschaft geknüpftes Beziehungsnetz für den Fußballverband und aktivierte insbesondere das damals noch kaum gebräuchliche Sponsoring für den NFV.
Karl Rothmund initiierte die Patenschaft Barsinghausens zum Panzeraufklärungs-Lehrbataillon 11 in Munster, vertiefte die Städtepartnerschaft mit Mont-Saint-Aignan und war gemeinsam mit Udo Mientus Ideengeber und Förderer des Besucherbergwerkes Klosterstollen Barsinghausen. Er war einer der Mitbegründer des Fördervereins Alte Zeche, Ideengeber von Sportlerehrungen, Mitinitiator des Dorfgemeinschaftshauses Langreder und gemeinsam mit Bernd Hecke Organisator der Barsinghauser Tischtennis-Stadtmeisterschaft. Zudem initiierte Rothmund die Schulpartnerschaften zwischen der Kooperative Gesamtschule Barsinghausen und dem Ganztagsgymnasium mit den Unternehmen TRW und Bahlsen.
Im Jahr 2005 übergab Rothmund die Verwaltungsdirektion des NFV an Bastian Hellberg und übte seitdem und bis 2017 das Amt des Präsidenten des NFV aus. Parallel dazu war er von 2006 bis 2018 Vizepräsident Finanzen des Norddeutschen Fußballverbandes sowie von 2007 bis 2013 Vizepräsident des Deutschen Fußball-Bundes (DFB).
In Rothmunds Amtszeiten als DFB-Vizepräsident und Vizepräsident im NFV fielen unter anderem
- 1999 der Neubau des Gästehauses des Sporthotels;[1]
- zur Fußball-Weltmeisterschaft 2006 die Unterbringung der polnischen Nationalmannschaft in Barsinghausen;[1]
- die Direktion des Standortes Hannover während FIFA-Konföderationen-Pokals (Confed-Cup) sowie der WM 2006;[1]
- während der Fußball-Weltmeisterschaft der Frauen 2011 die Leitung des Standortes Wolfsburg;[1]
- der Bau des Fitnesscenters Studio B54 in Barsinghausen;[1]
- der Geschäftsführende Vorsitz der DFB-Stiftung Egidius Braun;[1]
- der Vorstandsvorsitz der DFB-Stiftung Sepp Herberger;[1]
- die Ansiedlung der Geschäftsstelle der Robert-Enke-Stiftung in Barsinghausen;[1]
- der Stellvertretende Vorstandsvorsitz der Robert-Enke-Stiftung[1] sowie
- die Entwicklung des Sportinformationssystems als Vorläufer des Online-Ergebnisdienstes im DFB.[1]

Im Alter von 75 Jahren und nach dem Tod seiner Ehefrau schied Karl Rothmund aus dem Berufsleben aus und legte die meisten seiner Ehrenämter nieder.

## Ehrungen
- Goldene Ehrennadel des Deutschen Fußball-Bundes[1]
- Goldene Ehrennadel des Norddeutschen Fußballverbandes[1]
- Goldene Ehrennadel des NFV[1]
- Ehrenteller des polnischen Fußballverbandes[1]
- Goldene Ehrennadel des Kreissportbundes Hannover-Land[1]
- Silberne Ehrennadel des Sportrings Barsinghausen[1]
- Ehrenmitglied im TSV Langreder[1]
- Ehrennadel des Landkreises Hannover[1]
- Deutsche Feuerwehr-Ehrenmedaille[1]
- 2013: Niedersächsisches Verdienstkreuz 1. Klasse[1]
- Verdienstkreuz am Bandes des Verdienstordens der Bundesrepublik Deutschland[1]
- Ehrenbürger der Stadt Barsinghausen[1]